# 와타나베 스스무
와타나베 스스무(일본어: 渡邉 晋, 1973년 10월 10일 ~ )는 일본의 전직 축구 선수이자 현 축구 지도자로 현재 J2리그 몬테디오 야마가타의 감독을 맡고 있으며 현역 시절 콘사돌레 삿포로, 방포레 고후, 베갈타 센다이에서 수비수로 활동하였다.

## 구단 경력
1996년 재팬 풋볼 리그의 콘사돌레 삿포로에 입단하였다. 1997년 방포레 고후로 이적했다. 1999년 J2리그로 승격하였다. 2000년까지 120경기에 나서 23득점을 넣었다. 2001년 베갈타 센다이로 이적했다. 2001년 J2리그 준우승으로 J1리그로 승격하였다. 2004년 J2리그에 강등, 2004년후 현역 은퇴.

## 지도자 경력
은퇴 후에는 베갈타 센다이의 코치를 거쳐, 2014년부터 2019년까지 감독을 맡았다. 2021년 레노파 야마구치 FC의 감독으로 취임하였다.